# カルロス・マルセロ
カルロス・マルセロ（Carlos Marcello、1910年2月6日 - 1993年3月3日）は、マフィアのボスだった人物。本名はカロジェロ・ミナコーレ(Calogero Minacore)。自称トマトの販売人。
アメリカで最も古い歴史を持つマフィア・ファミリーのゴッドファーザーで、ニューオーリンズを本拠地にルイジアナ州、テキサス州などの都市を支配しメキシコ湾岸も支配していた暗黒街の顔役だった。ジョン・F・ケネディを暗殺したとされるリー・ハーベイ・オズワルド、およびオズワルドを殺したジャック・ルビーともつながりがあり、さらに事件の起きたダラスは彼の縄張りだったことから、暗殺に何らかの形で関与していたのではないかと言われている人物。身長は160cmほどだが、凶暴なことで有名だった。

## 人物
彼は14歳で学校を辞めたので、英語力も数学力もほとんどなかった（ちょっとした計算も部下にしてもらった）。しかし、肉体や精神は優れていた為、組織を操り、検事、判事、政治家を支配することが出来、人を操る能力には優れていた様である。
他の兄弟はみなアメリカの市民権を持っているが、なぜかカルロスだけは取得していなかった。そのため、徴兵を免れることが出来た。他の弟たちは世界大戦中にヨーロッパの戦地に行ったという。カルロスの弟たちもギャンブル場を経営するなど組織犯罪に絡んでいた。
マルセロは黒人を差別しており、人間以下の存在と思っていた。これは黒人初のニューオーリンズ市長になったアーネスト・モリアル（Ernest Nathan Morial）のことを「黒ンボウ」と言っていたことからも良く分かる。なお、1979年にFBIのおとり捜査官の録音で彼がその様に発言したのが残されている。
こうしたことから、彼は人種差別主義者KKKの支持者でもあり、また、有名な黒人解放活動家のマーティン・ルーサー・キング・ジュニアを軽蔑している。
カルロスは、アル・カポネの元シェフだったプロヴィノ・モスカという男を、シカゴから呼んで料理を作らせたという。彼の料理があまりにもうまかったので、彼と家族のために、家を建ててやり、レストランの経営も任せたという。そこはウエストバンクで最も人気のあるイタリアンレストランになった。
カルロスは小説「ゴッドファーザー」を読んだことがあり、ある記者が感想を聞くと「あの本はおとぎ話だな、「眠れる森の美女」とか「七人の小人」みたいな」と言った。西海岸のギャング、ミッキー・コーエンとは交友関係にあった。

## 経歴
両親はシチリア出身で、結婚後すぐに仕事を求めチュニジアへ渡り、そこでカルロス・マルセロは生まれた。さらに良い生活を求め、ニューオーリンズへ行くことにした。父ジョゼフ（旧名ジュゼッペ）は、そこで農夫として働いた。ジョゼフとルイーズ（旧名ルイジア）のマルセロ夫婦はがむしゃらに働いたため、7人の息子と2人の娘を育てることが出来た。カルロスは小さな子供の頃から親の農作業を手伝い、働き者の若者に成長したという。
14歳で学校をやめ、この頃から犯罪に関わるようになり、18歳には家を出て強盗をやっていた。1929年には3人の仲間とつるんで銀行強盗で7000ドル奪うことに成功する。しかし、実家に金を隠したところ弟のピーターが警察に通報してしまい、カルロスは警察に捕まり新聞に顔写真が載ってしまった。それでもカルロスは強盗業を続けた。このことから親や兄弟にも秘密や隠し事は教えてはいけないと学んだという。
20歳のとき重窃盗罪で9～12年の実刑判決を受けるが、父ジョゼフが州議会議員と親しい関係を結び、親しくなったところで長男を刑務所から出す手段をもちかけ、カルロスは4年服役しただけで出所できた。
その後、バーを買い取りそこで黒人相手に、酒やマリファナなどを売った。カルロスはこの地域を縄張りとするマフィアに上納金を払っていたので店に警察は近づかなかった（マフィアの上層部と警察がつながっていたため）。店は弟のピーターに任せていたという。たまに酒に酔った客が暴れたりすると、カルロスが外へつまみ出したという。カルロスは背は低いが、でかい黒人を力でねじ伏せるほど喧嘩は強かったという。
1936年9月6日にジャクリーン（ジャッキー・トダロ）と結婚する。結婚後すぐに、ジュークボックスとピンボール機を貸し出す会社を始めた。
1938年3月に客を装ったFBIの捜査官にマリファナを売ってしまい逮捕され、アトランタの連邦刑務所に入る。出所したらマリファナと酒の販売をやめてジュークボックスの仕事に専念した。さらにフランク・コステロの友人のダンディ・フィル・カステルと親しくなりスロットマシーンの貸し出し事業も始めた。スロット事業は違法なので地元の警察に賄賂を送ることが必要だった。
1940年ごろにフランク・コステロやマイヤー・ランスキーに認められ、ルイジアナでカジノのパートナーとなる。1945年12月4日にビバリー・カントリー・クラブという本格的なカジノをオープンさせ成功させる。カジノの中のナイト・クラブではジョー・E・ルイスやソフィー・タッカら大物タレントがショーを盛り上げたという。この頃にはジェファーソン郡の警察と政治家を操るほどの力を持っていた。
38歳のときに前ボスのサム・カローラが国外追放を受けたため、事実上のルイジアナのボスになった。
キューバ革命協議会（CRC）のニューオーリンズ支部のセルヒオ・アルカチャ・スミスに対して、カルロスは資金を提供した。そのときにフィデル・カストロが打倒されたとき、キューバでは事業許可を与えるという約束をした。
CIA＝マフィアが行なっていたカストロ暗殺計画には、自分も加わっていたと、FBIのおとり捜査官のジョゼフ・ハウザーに語っている。このことは、関わっていなくても情報を知っていた可能性は高い、なぜならカルロスはサント・トラフィカンテと親しく2人ともキューバ人亡命者グループに資金援助していたからである。
1960年の大統領選でカルロスはリチャード・ニクソンに50万ドルを献金した。またカルロスはリンドン・B・ジョンソンに年間少なくとも5万ドルは手渡したと推定されている。その見返りとして犯罪を取り締まる法案を委員会でつぶすのに協力したという。そのため、リンドン・ジョンソンの力を借りて、カルロスはダラスで思い通りに事業をやれた。
1961年にグアテマラへ追放される。理由は両親がシチリア出身で赤ん坊のときにニューオーリンズに来るがアメリカの市民権を申請していなかったため。
中米のエルサルバドルとホンデュラスでは、ジャングルの中を歩いたり散々な思いをしたという。2ヶ月間中米で過ごし、その後、偽造入国ビザと、航空券を手に入れアメリカへ入国する。
1966年9月22日、ニューヨークのクィーンズのラ・ステラ・レストランでカルロ・ガンビーノやトラフィカンテらと会議をしているところを警察に見つかり逮捕された。翌日13人全員で130万ドルの保釈金を払い保釈された。このことで、今までカルロスは自分はマフィアではないし、付き合いもないと言っていたが、カルロスはマフィアのボスであるとルイジアナの司法当局とFBIは今まで疑っていたことが正しかったと確信したという。このときの会議は、ルイジアナのカルロスの後継者についての話し合いだったと言われている。
カルロスはルイジアナでは政治家に金を送ることで、相当な政治力を持っていた。州税務局をも牛耳っていたという。そのため、自分の思うように事業を進めていった。60年代後半にはマフィアのボスの中でもトップクラスの資産を持っていた。1970年ごろには、マフィア内でガンビーノに次ぐ権力を持っていたと言われている。
1976年に詐欺師でペテン師のジョゼフ・ハウザー（彼のことを信じきっていたカルロスは見事にだまされる）と知り合いになる。のちにハウザーが不正取引容疑で捕まったとき、彼は自分の減刑と引き換えに政府が行なっていたカルロス・マルセロに対するおとり捜査作戦BRILAB作戦に協力し、カルロスを有罪にすることになる。
1979年ごろにはチームスター労組（Teamsters）を牛耳っていたシカゴのボスでカルロスと仲の良いジョゼフ・アイウッパ（Joseph Aiuppa）と取引をし、月に100万ドルの利益を得ようとしていた。このこともFBIの盗聴で明らかになった。結局計画は中止になる。
カルロスが刑務所に入った頃、弟のアンソニー、ヴィンセント、サミーは一家の事業の運営に専念していた。カルロスが捕まったおかげで、カルロスの政治的影響力が崩れ、暗黒街での地位も落ちたせいで弟たちは必死だった。カルロスが服役したことで、彼の組織は以前の力を失い、彼の政治的影響力もほぼ崩壊し、暗黒街での評判も落ちてしまった。さらに、弟のサミー（サルヴァトーレ）が麻薬密売のマネーロンダリングの容疑で捕まるという事件もあった。
その後、ニューオーリンズにはジョン・ゴッティのガンビーノ一家やフィラデルフィアのニコデモ・「リトル・ニッキー」・スカルフォのブルーノ＝スカルフォ一家が進出してきた。
釈放後の1993年、ルイジアナ州メテリーでこの世を去った。

## カルロス・マルセロ対アメリカ合衆国政府
1951年1月のニューオーリンズでのキーフォーヴァー委員会による聴聞会で証言を求められたが、ほとんどの質問に対して証言拒否をした。
1959年のマクレラン委員会で、ロバート・ケネディと対決する。それ以前に国外追放処分を命じられていたが従わなかった。

### 国外追放
1961年4月4日にINS（移民局）の事務所に行くと、マルセロはグアテマラ市民でビザが切れていると言われ、ろくに荷物も金も持たされないまま、アメリカを追放された。手錠をかけられ旅客機でグアテマラへ送られた。カルロスがいなくなった後でロバートは「マルセロがアメリカにいないことを、非常にうれしく思う」と述べた。このことについてカルロスは「やつらは俺を誘拐して、グアテマラに捨てやがった」と言った。この追放はカルロスにとっては、コケにされ名誉を傷つけられたものだった。ケネディは選挙のときマフィアに対して借りを作っておきながら、大統領になった後でマルセロをグアテマラへ強制送還した。このことでケネディ家はマフィアを裏切り、宣戦布告したことになる。しかしこのことは、以前マルセロはケネディよりもリンドン・ジョンソンを支持していたから、そのことが原因ではないかという話もある。
アメリカへ帰国すると、すぐにINSに再度強制送還を命じられた。これに対しカルロスの弁護団はすぐに控訴した。ロバートが事前に通告もせずに、偽造書類を使いカルロスを国外追放処分したことを違法行為だと告発した。

### BRILAB作戦
ハウザーとFBIは保険会社の人間を装いカルロスをはめていった。事務所や電話を24時間態勢で盗聴し、録音までした。このおとり捜査作戦はFBI史上マフィア大物を狙う最大の成功を収める作戦だった。それまでカルロスは自分はマフィアではないし、組織犯罪とは関わりはないと言っていたが、自分はマフ（マフィアのメンバー）だと言っていることも録音された。
FBIによるおとり捜査の事実を知らされたときカルロスは相当ショックでそのことを認めたくなかったという。特別捜査官のハロルド・ヒューズがカルロスの事務所を訪れ、おとり捜査官の名前を言うと「ちがう、彼らは私の手下だ」と言った。自分が信じきっていた人間がFBIだったということで相当落ち込んだ。カルロスはラリー・マンタギューとマイケル・ワックスの2人のおとり捜査官とハウザーをすっかり信じきっており、身近に置きすぎたため、自分のやっているほとんどのことを、テープに盗聴されて裁判では証拠として流されてしまった。

### 裁判
1981年の夏にニューオーリンズで裁判が行なわれ、FBIが録音したテープが法廷で流された。有罪判決を受ける。ニューオーリンズで有罪評決を受けた翌日にロサンゼルスで起訴された。
ニューオーリンズで有罪を受けた後は、カルロスの事務所タウン＆カントリーに訪れる訪問者は激減し、ルイジアナ州やマフィア内における影響力も崩れた。悪名高い詐欺師ハウザーに簡単にだまされたことは、ルイジアナの民衆の笑いのネタとなってしまった。
1981年11月30日にロサンゼルスの法廷に出廷する。ここでも自分が詐欺師のハウザーにだまされた内容のテープが流されるのを聞くという屈辱に耐えなければならなかった。12月11日に評決が出た。連邦刑務所に10～20年の判決を言われた。
12月15日にはニューオーリンズでBRILAB裁判の判決を受け、7年の懲役と2万5000ドルの罰金刑を言われた。このことからFBIのBRILAB作戦は大成功となった。他にも連邦判事の買収をはかった共同謀議罪もあり、72歳のカルロス・マルセロは合計17年の懲役刑を受けた。

## 刑務所での生活
カルロスは最初スプリングフィールドの医療刑務所に入った（1983年6月）。彼は癌に侵されていて、その治療のため1年近く医療センターにいた。ここは正規の刑務所に比べ医療刑務所ということで多くの面会者を迎えられるうえ、電話も多く掛けられ、外の世界と商談も出来た。
健康状態が良くなるとテキサス州テクサーカナにある連邦施設に移された。ここでは面会や電話も制限された。この頃、トラフィカンテがカルロスの命を狙っているという情報もあった。
1986年2月19日にテキサス州シーゴヴィル（Seagoville, Texas）刑務所に移る。ここはテキサカーナより監視のゆるい環境だった。
1986年6月2日にはさらに監視体制がゆるくダラスから数マイルしか離れていないフォートワースの刑務所に移った。この刑務所に移れたのは、マルセロが、残っていた政治力を使ったという噂がある。カルロスはここでは模範因だったという。
1987年5月21日にテクサーカナの連邦刑務所に連行される。
1987年にテキサカーノ刑務所にいた78歳のカルロスに面会した人たちは、カルロスがアルツハイマー病を患っているように思えたという。記憶力は衰え、方向感覚を失ったりしていたという。その後も、軽い脳卒中に見舞われるなどした。